# 카를 힐티

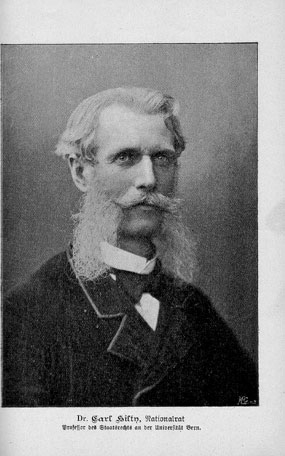
카를 힐티

카를 힐티(Carl Hilty, 1833년 - 1909년)는 스위스의 사상가·법률가이다.

## 생애
베르덴베르크에서 출생하였다. 독일의 괴팅겐·하이델베르크 대학에서 법률학과 철학을 공부했다. 1855년 고향인 쿨로 돌아가 18년간 변호사로 활약하였고, 1873년부터 베를린 대학에서 헌법과 국제법을 강의하였으며, 1902년 이후 육군재판장이 되었다. 1909년에는 국제법의 권위자로서 헤이그 국제사법재판소의 스위스 위원으로 임명되었다. 1909년 스위스 클라렌스에서 사망했다.
정치적 저서로 1886년 이후에 나온 <스위스 연방 정치연감> <민주정치의 이론가와 이상가> 등이 있으나, 종교적·윤리적 저작으로 유명해졌다. 그의 저작은 윌리엄 제임스의 사상에 영향을 주었다. 세계 각국어로 번역되어 널리 읽히고 있는 작품으로는 《행복론》과 《잠 못 이루는 밤을 위하여》등이 특히 유명하다.